# Mocidade de São Miguel
GRES Mocidade São Miguel é uma escola de samba do Guarujá, São Paulo.
Em 1984 e em 2010, sagrou-se tetra-campeã consecutiva do Carnaval da cidade. Escola tradicional, já foi campeã um total de 9 vezes no Guarujá. Em !980 desfilou como Bloco de enredo. 
Nao desfilou em  1994  e a partir 1998 em Santos.  
Guarujá ficou sem desfiles de 1997 a 2007.  

## Segmentos

### Presidentes
| Nome           | Mandato        | Ref.  |
| -------------- | -------------- | ----- |
| Júlio Venâncio | ? - atualidade | [ 3 ] |

### Diretores
| Ano  | Diretor de Carnaval | Diretor geral de harmonia | Mestre de bateria | Ref.  |
| ---- | ------------------- | ------------------------- | ----------------- | ----- |
| 2015 | Edson Baygon        |                           | Bebeto            | [ 3 ] |
| 2016 |                     |                           |                   |       |

### Coreógrafo
| Ano  | Nome         | Ref.  |
| ---- | ------------ | ----- |
| 2015 | Ricardo Dias | [ 3 ] |
| 2016 |              |       |

### Casal de Mestre-sala e Porta-bandeira
| Ano  | Nome         | Ref.  |
| ---- | ------------ | ----- |
| 2015 | Jadir e Josi | [ 3 ] |
| 2016 |              |       |

### Rainhas de bateria
| Período | Rainha      | Madrinha     | Ref.  |
| ------- | ----------- | ------------ | ----- |
| 2016    | Paola Damin | Carla Pérola | [ 3 ] |
| 2016    |             |              |       |

## Carnavais
| Ano  | Guarujá                          | Colocação Santos | Grupo Santos | Enredo | Carnavalesco                         | Intérprete | Ref         |
| ---- | -------------------------------- | ---------------- | ------------ | --- | ------------------------------------ | ---------- | ----------- |
| 1980 | Bloco                            |                  |              | SONHO E FANTASIA |                                      |            |             |
| 1981 | Campeã                           |                  |              | JOĂOZINHO 30 - O ARQUITETO DA AVENIDA |                                      |            |             |
| 1982 | Campeã                           |                  |              | O CANTO DE UM ENCANTO (ATLÂNTIDA) |                                      |            |             |
| 1983 | Campeã                           |                  |              | DE MIM PARA VOCĘ |                                      |            |             |
| 1984 | Campeã (empatada com Amazonense) |                  |              | BRASIL AFRO, ESPLENDOR DA ORIGEM |                                      |            |             |
| 1985 | 2o.                              |                  |              | PRA LÁ DE BAGDÁ |                                      |            |             |
| 1986 | Campeã                           |                  |              | FANTÁSTICO, EXTRAORDINÁRIO: A IMAGINAÇÃO E O MUNDO DA CRIANÇA |                                      |            |             |
| 1987 | Convidada                        | campeã           | 2o. Grupo    | Quem tem medo de mandinga não carrega patuá |                                      |            |             |
| 1988 | Convidada                        | 7°               | 1o. Grupo    | Apesar dos Pesares |                                      |            |             |
| 1989 | NÃO DESFILOU                     | NÃO DESFILOU     | 1° GRUPO     | Semba |                                      |            |             |
| 1990 | Convidada                        | campeã           | 2o. Grupo    | Voltei com meu azul de João Paulino e Maria Angú |                                      |            |             |
| 1991 | Convidada                        | 7°               | 1o. Grupo    | Hoje sou rei, rainha e camaleão |                                      |            |             |
| 1992 | Convidada                        | 7°               | 1o. Grupo    | Do jeito que o Diabo gosta |                                      |            |             |
| 1993 | Convidada                        | 9°               | 1o. Grupo    | E hoje é domingo |                                      |            |             |
| 1994 | 5o.                              |                  |              | QUEM FOI REI NUNCA PERDE A MAJESTADE | Em Santos desfilaram só as da cidade |            |             |
| 1995 | Convidada                        | campeã           | 2o. Grupo    | Amazônia uma porta para o futuro |                                      |            |             |
| 1996 | Convidada                        | 9°               | 1o. Grupo    | Cantos e encantos de uma ilha |                                      |            |             |
| 1997 |                                  | campeã           | 2o. Grupo    | A São Miguel comemora e a galera faz a festa |                                      |            |             |
| 1998 |                                  |                  |              | Não desfilou | Em Santos desfilaram só as da cidade |            |             |
| 2007 | Campeã                           |                  |              | Mata Atlântica, Floresta Mãe | Norberto Arantes e Valter Dias       |            | [ 2 ]       |
| 2008 | Campeã                           |                  |              | Um Sonho de Liberdade, A revolta dos males | Norberto Arantes e Valter Dias       |            | [ 2 ]       |
| 2009 | Campeã                           |                  |              | Na magia do Carnaval, nasce das trevas uma explosão de cores | Valter Dias                          |            | [ 2 ]       |
| 2010 | Campeã                           |                  |              | Vamos juntos salvar o planeta, É Agora ou Agora | Valter Dias                          |            | [ 2 ]       |
| 2011 | 3o.                              |                  |              | A Família São Miguel com Apetite, vai à Luta pela Paz e União | Valter Dias                          |            |             |
| 2012 | 3o.                              |                  |              | Livro - Uma Viagem Extraordinária | André Machado                        |            |             |
| 2013 | 3o.,                             |                  |              | E vai rolar a festa |                                      |            |             |
| 2015 | Vice-Campeã                      |                  |              | São Miguel dá o alerta, pede paz, defende a vida, preservar não tem segredo, reciclar é a saída Compositores: Carlinhos Brabo, Eduardo HF, Kalunga, Emanuel, Orlando Chicão |                                      | Marimba    | [ 4 ] [ 3 ] |